# アリー・デベリー
アリー・デベリー（Allie DeBerry、1994年10月26日 - ）は、アメリカ合衆国の女優。

## 出演作品
- 2ガンズ（マージ）
- 天才学級アント・ファーム（ペイズリー・ハウンズトゥース）